# Рубцов, Юрий Викторович
Юрий Викторович Рубцо́в (род. 20 июня 1955, станица Мигулинская, Верхнедонской район, Ростовская область, СССР) — советский и российский военный историк. Доктор исторических наук, профессор. Профессор Военного университета МО РФ.

## Биография
После окончания в 1977 году исторического факультета Ростовского государственного университета, работал в Северо-Кавказском научном центре высшей школы и ассистентом кафедры в Ростовском инженерно-строительном институте.
В 1982—2002 годах служил в Вооружённых Силах СССР и РФ на офицерских должностях: начальник военно-исторического отдела газеты «Красная Звезда», начальник отдела экспертно-аналитического управления Генерального штаба ВС РФ. Полковник запаса.
В 1995 году в Институте военной истории МО РФ защитил диссертацию на соискание учёной степени кандидата исторических наук по теме «Политическая и военно-организаторская деятельность Л. З. Мехлиса в период Великой Отечественной войны 1941-1945 гг.» (специальность 07.00.02 — Отечественная история)
В 2001 году в Военном университете Министерства обороны РФ защитил диссертацию на соискание учёной степени доктора исторических наук по теме «Политическая и военная деятельность Л. З. Мехлиса (1919—1950 гг.): историческое исследование» (специальность 07.00.02 — Отечественная история).
С 2002 года преподаёт в Военном университете Министерства обороны РФ.
Является экспертом Комитета по обороне и безопасности Совета Федерации Федерального Собрания РФ, входит в состав исполнительного совета Ассоциации историков Второй мировой войны при Национальном комитете российских историков, член редакционной коллегии «Военно-исторического журнала».

## Научные публикации
Автор 18 монографий и более 170 научных статей.
- Грудью врага сметая / Сост. Ю. В. Рубцов. — М., 1995. — 203 с.
- Рубцов Ю. В. Их подвигам дивился мир: очерки о российских генерал-фельдмаршалах. — М.: Б. и., 1997. — 158 с.
- Рубцов Ю. В. Alter ego Сталина: Кн. создана на основе рассекреч. док. из арх. фондов : Действующие лица : Лев Мехлис, Иосиф Сталин, Лаврентий Берия, Вячеслав Молотов, Георгий Маленков, Георгий Жуков, Александр Фадеев и др. — М. : Звонница-МГ, 1999. — 302 с. (XX век: история : Лики. Лица. Личины). ISBN 5-88093-056-4
- Рубцов Ю. В. Маршалы Сталина. — Ростов н/Д.: Феникс, 2000. — 352 с. (Исторические силуэты). ISBN 5-222-01140-2
- Рубцов Ю. В. Из пике кризиса: роль президентской власти в современной России. — М., 2002. — 125 с.
- Рубцов Ю. В. Жезлы на эполетах и гербы на погонах. Все генерал-фельдмаршалы России и маршалы Советского Союза. — М.: Звонница-МГ, 2002. — 384 с., ил. ISBN 5-88093-070-X
- Рубцов Ю. В. Из-за спины вождя. Политическая и военная деятельность Л. З. Мехлиса. — М.: Компания Ритм Эстейт, 2003. — 256 с. (Геральдика плюс) ISBN 5-902009-04-9
- Рубцов Ю. В. Маршалы Сталина. От Будённого до Булганина. — М.: Вече, 2006. ISBN 5-9533-1087-0
- Рубцов Ю. В. Мехлис. Тень вождя. — М.: Яуза, Эксмо, 2007. — 509 с., ил. (Великая Отечественная. Советские полководцы) ISBN 5-699-24364-8
- Рубцов Ю. В. Штрафники Великой Отечественной. В жизни и на экране. — М.: Вече, 2007. — 432 с. ISBN 5-9533-2219-5
- Рубцов Ю. В. Генерал-фельдмаршалы в истории России. — М.: ВЛАДОС, 2008. — 304 с., ил. ISBN 5-691-01538-0
- Рубцов Ю. В. Штрафники Великой Отечественной. В жизни и на экране. — М.: Вече, 2008. — 432 с. (Военные тайны XX века) ISBN 5-9533-2219-5
- Рубцов Ю. В. Новая книга о штрафбатах. — М.: Эксмо, 2010. — 448 с. (Вся правда о штрафбатах) ISBN 5-699-39794-5
- Рубцов Ю. В. Штрафники не кричали: «За Сталина!» — М.: Эксмо, Яуза, 2012. — 446 с. (Великая Отечественная: Неизвестная война) ISBN 978-5-699-55024-1
- Рубцов Ю. В. Генеральская правда. — М.: Вече, 2012. — 432 с. (Военные тайны XX века). ISBN 978-5-9533-5780-7
- Рубцов Ю. В. Маршалы Советского Союза в истории России. Гербы на погонах — М.: Вече, 2015. — 302 с. (Слава России) ISBN 978-5-4444-2725-5 1500 экз.
- Рубцов Ю. В. Высшая военная элита Советского Союза: опыт социокультурного портретирования. — М.: Икс-Хистори, 2015. — 544 с. ISBN 978-5-9906462-0-9
- Рубцов Ю. В. Потаённые страницы Великой Отечественной войны. — М.: Вече, 2018. — 415 с. (Военные тайны XX века) ISBN 978-5-4484-0296-8, 1000 экз.
- Рубцов Ю. В., Филипповых Д. Н. Герои битвы за Крым: Таврида в пламени Великой Отечественной . — М.: Молодая гвардия, 2019. — 396[4] с.: ил. — (Жизнь замечательных людей: сер. биогр.; вып. 1794).